# Stella (Nebraska)
Stella és una població dels Estats Units a l'estat de Nebraska. Segons el cens del 2000 tenia 220 habitants.

## Demografia
Segons el cens del 2000, Stella tenia 220 habitants, 98 habitatges, i 64 famílies. La densitat de població era de 471,9 habitants per km².
Dels 98 habitatges en un 21,4% hi vivien nens de menys de 18 anys, en un 56,1% hi vivien parelles casades, en un 8,2% dones solteres, i en un 33,7% no eren unitats familiars. En el 29,6% dels habitatges hi vivien persones soles el 18,4% de les quals corresponia a persones de 65 anys o més que vivien soles. El nombre mitjà de persones vivint en cada habitatge era de 2,24 i el nombre mitjà de persones que vivien en cada família era de 2,77.
Per edats la població es repartia de la següent manera: un 19,5% tenia menys de 18 anys, un 7,3% entre 18 i 24, un 22,3% entre 25 i 44, un 33,2% de 45 a 60 i un 17,7% 65 anys o més.
L'edat mediana era de 46 anys. Per cada 100 dones de 18 o més anys hi havia 88,3 homes.
La renda mediana per habitatge era de 27.159 $ i la renda mediana per família de 44.375 $. Els homes tenien una renda mediana de 24.306 $ mentre que les dones 20.139 $. La renda per capita de la població era de 16.839 $. Aproximadament el 4,6% de les famílies i el 9% de la població estaven per davall del llindar de pobresa.

## Poblacions més properes
El següent diagrama mostra les poblacions més properes.